# Elaeagnus takeshitai
Elaeagnus takeshitai — вид квіткових рослин з родини маслинкових (Elaeagnaceae). Поширення: Японія (Хонсю).